# Ditrypanocystis coxi
Ditrypanocystis coxi is een soort in de taxonomische indeling van de Myzozoa, een stam van microscopische parasitaire dieren. Het organisme komt uit het geslacht Ditrypanocystis en behoort tot de familie Selenidiidae. Ditrypanocystis coxi werd in 1971 ontdekt door Levine.